# Земляцтво
Земляцтво — об'єднання земляків для взаємної допомоги.
Частина земляцтв — громадські організації.

## Приклади
| - Чернігівське земляцтво в Києві - Полтавське земляцтво (громадська організація) - Земляцтво житомирян - Земляцтво івано-франківців у Києві - Земляцтво Херсонщини | - Буковинське земляцтво - Рівненське земляцтво - Вінницьке земляцтво у місті Києві (громадська організація) - Сумське земляцтво в Києві - Недригайлівське земляцтво в Сумах |